# Libbra carolingia
La libbra carolingia (lat. pondus Caroli) è un'unità di massa che risale al periodo di Carlo Magno. Era usata come misura di peso sia nel commercio che nella coniazione delle monete.
Una libra carolingia corrisponde a una massa di circa 404-409 g.; fu introdotta in seguito alla riforma monetaria dell'allora re Carlo del 793/94. Fu fissato che da una libbra carolingia di argento dovessero essere coniati 240 denari.
La libbra carolingia ebbe una importanza rilevante in larga parte d'Europa sul sistema monetario carolingio e sulle unità di massa derivate in seguito.
Il sistema monetario carolingio è stato in uso in Inghilterra e poi nel Regno Unito fino al 1971.
La libra carolingia fu inizialmente usata in tutto l'Impero carolingio e anche, invariata sotto la successiva dinastia ottoniana.
Sotto la dinastia salica, che tenne l'impero dal 1024, fu introdotto il marco di Colonia, dalla massa di 576 millesimi della libra carolingia, che divenne dominante come peso di riferimento delle monetazioni. Nello stesso tempo ci furono modifiche simili anche per i pesi usati nel commercio.

## Storia
La libbra carolingia fu introdotta assieme alla riforma monetaria del re carolingio Carlo del 793-94. Per la prima volta la troviamo citata in un manoscritto dell'epoca e nelle cronache del Sinodo di Francoforte del 794, dove si dice che le nuove monete che si dovevano coniare nell'impero dei Franchi si sarebbero chiamati denari. I denari in seguito furono chiamati anche Pfennige o penny. L'esatta derivazione del peso nominale della libbra carolingia non è ancora chiara.
La libbra carolingia ha avuto un'importanza predominante praticamente in tutta Europa sia per il sistema monetario carolingio, che rimase come base della monetazione inglese e britannica fino al 1971, sia per il sistema di pesi derivato dalla libbra. La libbra carolingia fu usata ovunque nell'Impero carolingio e, invariata, sotto gli Ottoni. Solo sotto la dinastia Salica - franca, che salì al trono imperiale dal 1024, fu introdotto il marco di Colonia, pari a 575 millesimi della libbra carolingia, che divenne il peso di riferimento dominante per le monete. Variazioni simili si ebbero nello stesso tempo per i pesi commerciali sia nel Regnum Teutonicorum che nel Regnum Francorum. Comunque i nuovi pesi facevano riferimento alla libbra carolingia. Oltre all'Inghilterra che denominò la propria libbra, derivata da quella di Carlo, libbra troy, dalla città francese Troyes, anche l'Italia usò questo sistema europeo di pesi.
Il peso iniziale della libbra carolingia può essere stimato oggi tramite il peso delle monete carolingie che ci sono pervenute, comunque con una certa percentuale di variabilità. In letteratura spesso viene dato un valore di ca. 408 grammi. L'ultima misura corrisponde ad un denaro del peso di 1,7 grammi esatti.
Alcuni storici moderni della metrologia, usando metodi matematici, danno un valore di 406,4256 ± 2,4 g. Questo dà una dispersione dello 0,6%.
La libbra carolingia è fissata quindi — in relazione alla sua formazione e alle sue variazioni regionali — ad un valore tra ca. 404 e 409 grammi.

## Origine della libbra carolingia
L'esatta derivazione della libbra carolingia non è stata chiarita. Comunque è rilevante che la libbra carolingia con il valore succitato corrisponda esattamente ad un 64º della massa d'acqua di un piede cubico, l'antica misura unità di misura romana. Non ci sono documenti scritti al proposito risalenti all'Alto Medioevo. La derivazione delle unità di peso dalla massa dell'acqua è già attestata nell'antichità, anche in rapporto all'uso della clessidra ad acqua. La purezza e la temperatura dell'acqua giocano certo un ruolo anche se non determinante.

## Derivati della libbra carolingia

### Francia
Già dalla metà del XII secolo si svilupparono in Francia diverse varianti della libbra carolingia che in diversi periodi hanno avuto validità legale.
- La libbra parigina (lat. Libra parisi; fr. Livre parisienne) di 460 g scarsi attestata da Luigi VI il Grosso e che pesa 9/8 della libbra di Carlo Magno.
- All'inizio del XIII secolo fu applicata in Francia le livre tournois, la libbra della città di Tours. Era identica alla libbra che era valida a Troyes, la prima Livre de Troyes.
Il rapporto della Livre tournois era esattamente di 9 : 10 rispetto alla libbra carolingia.
- Contemporaneamente a Troyes si sviluppò un nuovo sistema, la tarda Livre de Troyes. Questa fu applicata dal 1266 a tutta la Francia, fino al 1º agosto 1793.
Venne chiamata ufficialmente ed inequivocabilmente anche la "libbra del poids-de-marc" (marco peso). Il rapporto con la libbra carolingia è 12 : 10.

I valori della libbra inglese, che è derivata molto presto direttamente da quelle della Francia, sembrano provare che anche in Francia per un lungo periodo la libbra carolingia abbia avuto un valore minore.
Il valore della livre des poids-de-marc corrisponde con estrema precisione alla 70ª parte della massa d'acqua di un piede cubico francese. Così si può forse dedurre che sia stato introdotto in Francia con un lieve aumento della massa del peso.
| Libbra          | rapporto | valore medio mobile | 3136 : 3125 | sperimentale |
| Livre de Troyes | 6 : 5    | 487,71072 g         | ~ 489,43 g  | ca. 489,5 g  |
| Libra parisi    | 9 : 8    | 457,22880 g         | ~ 458,84 g  | ca. 459,0 g  |
| Carlo Magno     | 1 : 1    | 406,42560 g         | ~ 407,86 g  | ca. 408,0 g  |
| Livre tournois  | 9 :10    | 365,78304 g         | ~ 367,07 g  | ca. 367,0 g  |

La Livre de Troyes, detta anche libbra del poids-de-marc, al momento della sua sostituzione con il sistema decimale alla fine del XVIII secolo pesava (9216/18,82715=) ca. 489,50585 g.
Nota:  entrambi i termini, „Livre de Troyes“ e „Livre tournois“, sono usato oggi come sinonimi per indicare la libbra del „poids-de-marc“.

### Inghilterra
Il sistema inglese di pesi, basato sull'oncia troy deriva da quello francese. Il sistema corrisponde ai valori della vecchia livre de Troyes, cioè a 12/10 della libbra di Carlo Magno.
Così è facile anche indicare i rapporti diretti con la libbra carolingia:
| Libbra      | rapporto  | valore medio mobile | ufficiale (1958)  |
| ----------- | --------- | ------------------- | ----------------- |
| Londra      | 225 : 196 | 466,5600 g          | 466,552 15200 g   |
| Avoirdupois | 125 : 112 | 453,6000 g          | 453,592 37000 g   |
| Merchant    | 625 : 448 | 437,4000 g          | 437,392 64250 g   |
| Carolingia  | 1 : 1     | 406,4256 g          | (406,418 76352 g) |
| Troy        | 45 : 49   | 373,2480 g          | 373,241 72160 g   |
| Tower       | 675 : 784 | 349,9200 g          | 349,914 11400 g   |

Nella genesi del sistema inglese, i metrologi inglesi devono essere partiti da una libra di 10 000 grani inglesi da 648 grammi.

### Impero tedesco
Anche molte importanti unità di peso dell'Impero tedesco sono derivate dalla libra carolingia, come la libbra viennese, di circa 561 g, il marco di Colonia e il grano apotecario di Norimberga, pari a 1/19600 della libbra carolingia.
Il marco di Colonia ha un rapporto con la libbra carolingia pari a 576 : 1000.
| Peso                                                        | Rapporto  | valore medio mobile | empirico | empirico | empirico | empirico | differenza  |
| Libbra viennese                                             | 864 : 625 | 561,842 74944 g     |          | 561,288  | g        | [ 7 ]    | - 0,099 %   |
| Libbra di Colonia                                           | 144 : 125 | 468,202 29120 g     |          | 467,6246 | g        | [ 7 ]    | - 0,123 %   |
| Libbra carolingia                                           | 1 : 1     | 406,425 60000 g     | (        | 408,0    | g        | )        | (+ 0,387 %) |
| Libbra apotecaria                                           | 216 : 245 | 358,318 08000 g     |          | 357,84   | g        |          | - 0,133 %   |
| Marco viennese                                              | 432 : 625 | 280,921 37472 g     |          | 280,644  | g        | [ 7 ]    | - 0,099 %   |
| Marco olandese                                              | 378 : 625 | 245,806 20288 g     |          | 246,0839 | g        | [ 7 ]    | + 0,113 %   |
| Marco di Colonia                                            | 72 : 125  | 234,101 14560 g     |          | 233,8123 | g        | [ 7 ]    | - 0,123 %   |
| La libbra carolingia pesa quanto 500 successivi grani-oro . |           |                     |          |          |          |          |             |

## Il denaro
Da una libbra carolingia d'argento venivano invece coniati 240 denari carolingi d'argento (fr. denier; ted. Pfenning, en. penny).
Dodici denari formavano il soldo o solido (ted. Schilling; lat. solidus, en. shilling), dal valore di un ventesimo di libbra che era solo una moneta di conto, cioè veniva usata solo nella contabilità ma non corrispondeva a una moneta realmente coniata.